# Tombeau de Bonchamps
Le tombeau de Bonchamps est un monument funéraire du sculpteur Pierre-Jean David d'Angers réalisé entre 1817 et 1824. Inauguré en 1825, il est situé dans l'église de Saint-Florent-le-Vieil (à proximité de l'abbaye). Il contient les restes du général vendéen Charles de Bonchamps.

## Histoire
Lors des guerres de Vendée (1793), tandis qu'il agonise, le général Bonchamps gracie 5 000 prisonniers républicains détenus à Saint-Florent-le-Vieil, parmi lesquels se trouvait le père du sculpteur David d'Angers. En 1817, ce dernier obtient la commande du monument initiée par des proches du général. Il doit immortaliser le geste magnanime du général. Après avoir figuré au Salon de 1824, le marbre fut installé dans l’église de Saint-Florent-le-Vieil et inauguré en juillet 1825.

## Description

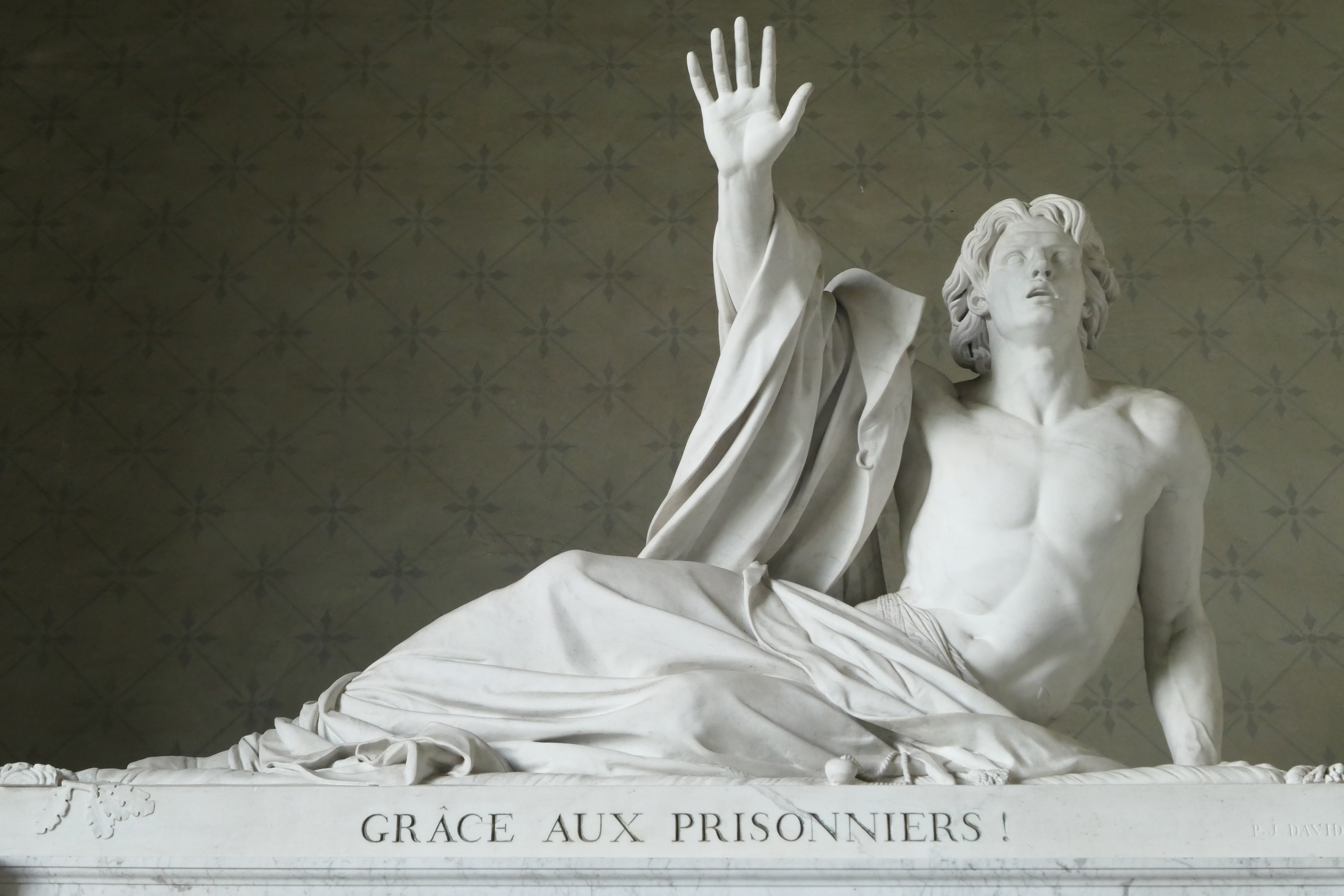

Le monument représente le général vendéen blessé à mort ordonnant, le 18 octobre 1793, la grâce des prisonniers républicains. Bonchamps est figuré à demi allongé, ses jambes sont couvertes d'un manteau militaire qui laisse nu son torse marqué par la blessure. Sa main levée exprime à la fois l'autorité et la clémence.
Cette figure est à la fois marquée par le néo-classicisme du début du XIXe siècle et par les prémices du romantisme. En effet, le sculpteur est parmi les premiers à tirer la leçon du classicisme. La pose générale du personnage rappelle celle du dieu-fleuve Illyssos sur le fronton ouest du Parthénon d'Athènes (que David d'Angers a vu à Londres en 1815). En outre, sa tête n'est pas sans rappeler les représentations d'Alexandre le Grand (notamment dans la coiffure léonine que le sculpteur donne au général).
David d'Angers y ajoute une expressivité qui sera l'une des marques du romantisme. On le voit notamment avec la crispation du visage, les boucles défaites, ou encore la bouche ouverte qui confère à l'œuvre une humanité poignante.